# Појана (Горж)
Појана (рум. Poiana) насеље је у Румунији у округу Горж у општини Турбуреа. Oпштина се налази на надморској висини од 146 m.

## Становништво
Према подацима из 2002. године у насељу је живело 1369 становника, од којих су сви румунске националности.